# (3356) Resnik
(3356) Resnik – planetoida z pasa głównego asteroid okrążająca Słońce w ciągu 3 lat i 91 dni w średniej odległości 2,19 j.a. Została odkryta 6 marca 1984 roku w Lowell Observatory (Anderson Mesa Station) przez Edwarda Bowella. Nazwa planetoidy pochodzi od Judith Resnik (1949-1986), amerykańskiej astronautki, członka załogi STS-51-L. Przed nadaniem nazwy planetoida nosiła oznaczenie tymczasowe (3356) 1984 EU.